# Machaonia
Machaonia är ett släkte av måreväxter. Machaonia ingår i familjen måreväxter.

## Dottertaxa tillMachaonia, i alfabetisk ordning[1]
- Machaonia acuminata
- Machaonia acunae
- Machaonia brasiliensis
- Machaonia coulteri
- Machaonia cymosa
- Machaonia dumosa
- Machaonia erythrocarpa
- Machaonia grandis
- Machaonia hahniana
- Machaonia haitiensis
- Machaonia havanensis
- Machaonia leonardorum
- Machaonia lindeniana
- Machaonia martineziorum
- Machaonia martinicensis
- Machaonia micrantha
- Machaonia microphylla
- Machaonia minutifolia
- Machaonia nipensis
- Machaonia ottonis
- Machaonia pauciflora
- Machaonia peruviana
- Machaonia portoricensis
- Machaonia pringlei
- Machaonia pubescens
- Machaonia rysonii
- Machaonia subinermis
- Machaonia tiffina
- Machaonia urbaniana
- Machaonia urbinoi
- Machaonia williamsii
- Machaonia woodburyana